# Dais
Dais é um género botânico pertencente à família Thymelaeaceae.
O género foi descrito por Lineu e publicado em Species Plantarum, Editio Secunda 1: 556. A espécie-tipo é Dais cotinifolia L.
O género é aceite por diversos autores.
Trata-se de um género reconhecido pelo sistema de classificação filogenética Angiosperm Phylogeny Website.

## Espécies
O género tem 30 espécies descritas das quais 2 são aceites:
- Dais cotinifolia L.
- Dais glaucescens Decne.